# 22429 Jurašek
(22429) Jurašek, denumire internațională (22429) Jurasek, este un asteroid din centura principală de asteroizi.

## Descriere
22429 Jurašek este un asteroid din centura principală de asteroizi. A fost descoperit pe 22 februarie 1996 la Modra de Adrián Galád și Alexander Pravda. Asteroidul prezintă o orbită caracterizată de o semiaxă mare de 2,67 ua, o excentricitate de 0,07 și o înclinație de 22,8° în raport cu ecliptica.